# Metropolitanato de Corfú
El metropolitanato de Corfú (en griego: Μητρόπολις Κερκύρας) fue una circunscripción eclesiástica de la Iglesia ortodoxa de Constantinopla en Grecia. Se trata de un metropolitanato bizantino, sede metropolitana de la provincia eclesiástica de Corfú. Fue suprimido con la conquista latina y remplazado por la arquidiócesis de Corfú en 1274.

## Territorio y organización
El metropolitanato extendía su jurisdicción sobre los fieles ortodoxos de rito bizantino residentes en la isla de Corfú, en la actual periferia de Islas Jónicas.
La sede del metropolitanato se encontraba en la ciudad de Corfú.

## Historia
La tradición atribuye la fundación de la Iglesia de Corfú a Jasón y Sosípatro, discípulos de san Pablo, mencionados en el Nuevo Testamento, quienes habrían construido un santuario dedicado a san Esteban.
En las listas episcopales tradicionales, Jason es considerado el primer obispo de Corfú, pero no hay evidencia histórica que respalde esta tradición. También se atribuye a Corfú el obispo Halitoro, llamado Apolodoro en fuentes latinas, de quien se dice que participó en el Concilio de Nicea I en 325; sin embargo, esta atribución es controvertida y su nombre no aparece en la edición crítica de las listas episcopales de este concilio. Los primeros obispos históricamente documentados datan de mediados del siglo V, con Sotérico, quien participó en el Concilio de Calcedonia en 451, y Joviano, atestiguado por algunos mosaicos que datan de este período.
Inicialmente la diócesis perteneció a la provincia eclesiástica de la arquidiócesis de Nicópolis de Epiro y hasta aproximadamente el año 733 estuvo sujeta, como todo Iliria, al patriarcado de Roma, antes de que el emperador León III el Isaurio arrebatara a Roma todas las diócesis de esta región para someterlas al patriarcado de Constantinopla. Más tarde, hacia finales del siglo IX Corfú fue elevada al rango de arquidiócesis autocéfala, sujeta directamente a la autoridad patriarcal. Este nuevo estatus está atestiguado por primera vez en la Notitia Episcopatuum que data de principios del siglo X.
La ciudad de Corfú fue atacada por los sarracenos en 933, pero los habitantes resistieron ferozmente bajo el mando del arzobispo Arsenio y los repelieron; Arsenio se convirtió más tarde en el santo patrón de la ciudad.
En la época del patriarca Constantino III Leicudes (1059-1063) Corfú fue elevada al rango de metropolitanato, sin sufragáneas.

### Arquidiócesis latina
En 1267 la isla de Corfú quedó bajo dominio angevino y se erigió la arquidiócesis de Corfú de rito latino en 1274. Los nuevos dueños de la isla, a quienes posteriormente siguieron los venecianos, impidieron el nombramiento de prelados griegos para la sede metropolitana, que, de hecho, permaneció vacante hasta la disolución de la Venecia en 1797. Los metropolitanos nombrados durante este largo período fueron únicamente titulares no residentes, mientras que los fieles griegos estuvieron bajo la autoridad de un protopapa de 1367 a 1799.

### Restauración
La sede griega fue restaurada en 1800 con el metropolitano Hierotheus Tsigalas. En 1817 se erigió una diócesis en la isla de Paxoí, hecha sufragánea del metropolitanato de Corfú. La sede fue reducida al rango de arquidiócesis en 1870 y luego al de diócesis simple en 1900; recién en 1922 recuperó su antiguo estatus de metropolitanato. Después de que la diócesis de Paxoí fuera suprimida, el metropolitanato asumió el doble título de Corfú y Paxoí, y actualmente es la santa metrópolis de Corfú, Paxoí y las Islas Diapondia de la Iglesia ortodoxa de Grecia.

## Episcopologio

### Obispos de Corfú
- Apollodoro o Alitoro † (mencionado en 325)
- Gioviano † (mitad del siglo V)[8]
- Soterico † (antes de 451-después de 458)
- Crisippo † (inicio del VI)
- Alcione † (fines del siglo VI)
- Giovanni † (inicios del siglo VIII)[13]
- Filippo † (mencionado en 787)

### Arzobispos de Corfú
- Michele † (mencionado en 869/870)[14]
- Pacomio † (fines del siglo IX)[15]
- Demetrio † (fines del siglo IX)[16]
- Arsenio † (933-19 de enero antes de 959 falleció)[17]
- Cosma † (fines del siglo X)[18]
- Giovanni † (inicios del siglo XI)[19]

### Metropolitanos de Corfú
- Basilio † (segunda mitad del siglo XI)[20]
- Leone † (mencionado en 1092)[20]
- Nicola † (fines del siglo XI o inicios del siglo XII)[12]
- Teofane † (siglo XII)[12]
- Giorgio Choniates † (mencionado en 1146 circa)[12]
- Costantino I † (mencionado en 1156 y 1157)[21]
- Costantino II † (antes de 1166-febrero de 1170 depuesto)[21]
- Giorgio Koupharas † (mencionado entre 1177 y 1181 circa)[12]
- Basilio Pediatidis † (inicios del siglo XIII circa)[12]
- Giorgio Bardanes † (octubre de 1219-circa 1240 falleció)[22][23]